# Al-Mansur Uthman
Al-Mansur Uthman (arabisch المنصور فخر الدين عثمان, DMG al-Manṣūr Faǧr ad-Dīn ʿUṯmān; * 1435; † nach 1453) war ein Sultan der Mamluken in Ägypten, vom 1. Februar bis zum 16. März 1453.

## Leben
Der 18-jährige Sohn von Sultan Dschaqmaq, al-Mansur Uthman, wurde bereits zum Herrscher proklamiert, als sein etwa achtzigjähriger Vater noch mit dem Tode rang. Kurz nach seinem Machtantritt am 1. Februar 1453 kam es zum Konflikt zwischen dem Sultan und seinen Mamluken und dem befehlshabenden Mamluken-Kommandanten al-Aschraf Inal, der zu einer Revolte gegen den neuen Sultan führte. Die Aufständischen marschierten gegen die Kairoer Zitadelle, aber der junge al-Mansur Uthman weigerte sich, zu kapitulieren. Daraufhin stiegen einige von Inals Soldaten auf die Minarette der Sultan-Hasan-Moschee am Fuß des Mukattam-Plateaus, und feuerten auf die direkt gegenüber liegende Zitadelle hinauf.
Der Sultan zog sich in die königlichen Stallungen über dem vor der Sultan-Hasan-Moschee liegenden Rumayla-Platz zurück, auf dem nun heftige Gefechte entbrannten. Zahlreiche Sultans-Mamluken liefen zu Inal über, der überdies vom Abbasiden-Kalifen al-Qa’im (1451–1455) die Zustimmung zur Absetzung des jungen Herrschers erhielt. Er intensivierte die Belagerung der Zitadelle, worauf der Sultan erfolglose Friedensangebote machte.
Während der Kalif und der schāfi'itische Ober-Qādī am 16. März erneut die Absetzung al-Mansur Uthmans verkündeten, gingen die Kämpfe zwischen der immer schwächer werdenden Sultans-Partei und den immer stärker werdenden Kräften Inals weiter. Inals Soldaten legten an mehreren Stellen der Mauer der nahe gelegenen Pferderennbahn Feuer, wodurch diese teilweise zerstört wurde und Inals Truppen in den unteren Bereich der Zitadelle eindringen konnten. Der Sultan floh hinauf in die Festung. Inal nahm die königlichen Stallungen ein, wodurch die Kämpfe endeten und Inal am 19. März zum neuen Sultan proklamiert wurde. Mit einer Dauer von nur einem Monat und 16 Tagen war es die bislang kürzeste Herrschaft eines Mamlukensultans von Ägypten.
Der abgesetzte al-Mansur Uthman wurde zunächst bei seiner Mutter im Harem des Sultanspalastes unter Bewachung gestellt und 12 Tage später nach Alexandria gebracht, wo er gemeinsam mit seiner Mutter, seinen Kindern und seinen Sklavinnen inhaftiert und erst unter Sultan Timurbugha wieder freigelassen wurde.